# 600隻艦隊構想

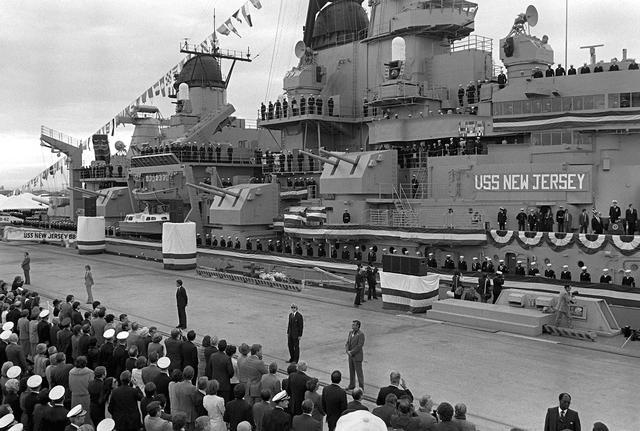
ロナルド・レーガンが出席して行われたアイオワ級戦艦「ニュージャージー」の再就役式典の様子。戦艦の復活は、600隻艦隊構想の目玉でもあった。

600隻艦隊構想（ろっぴゃくせきかんたいこうそう、600-ship Navy initiative）は、 冷戦時代にアメリカ海軍が実行した海軍軍備計画。膨張を続けるソビエト海軍に対する優位を維持・確保するため、1970年代から1980年代にかけて本構想が推進された。

## 構想の背景

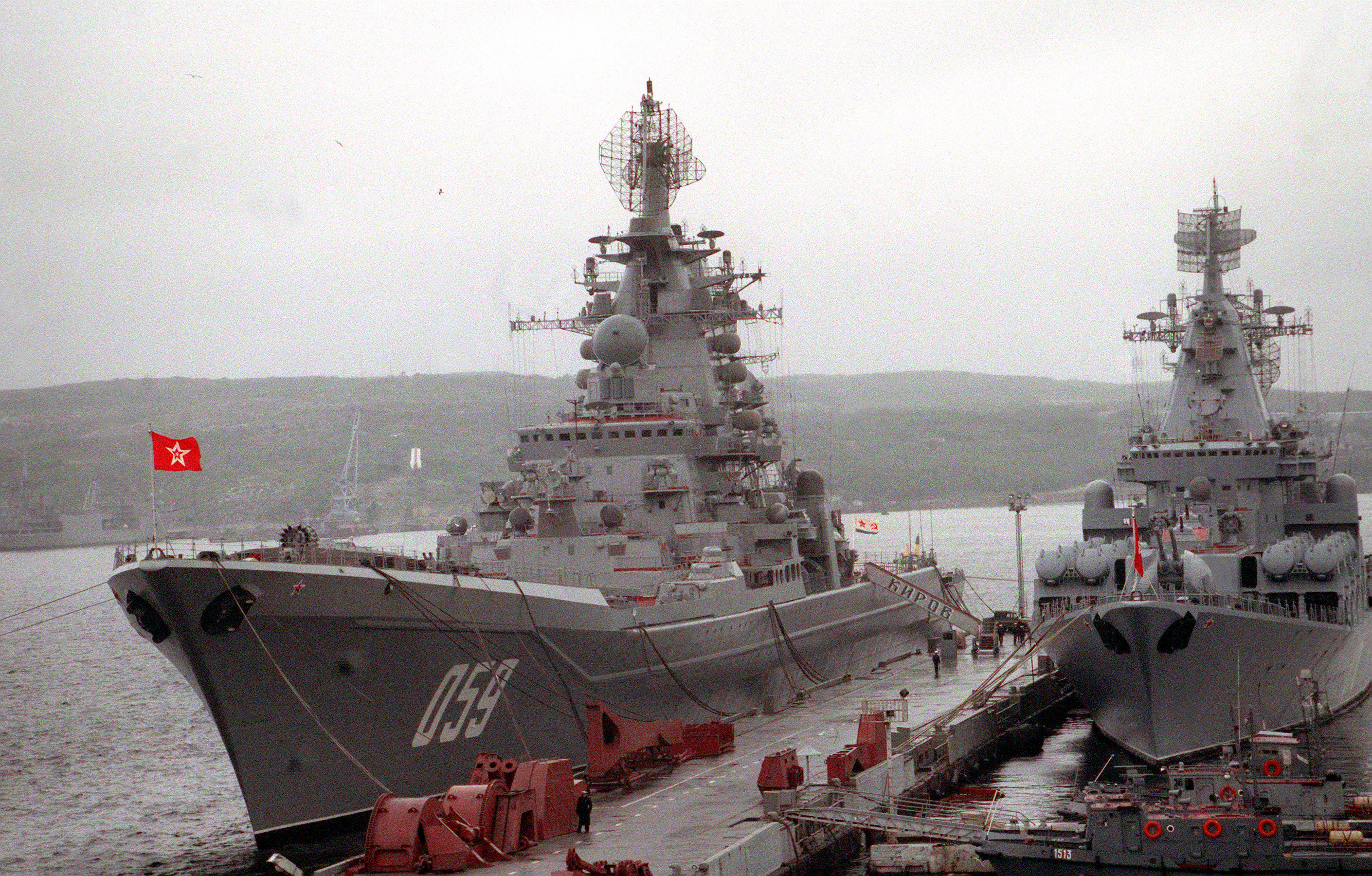
キーロフ級ミサイル巡洋艦「アドミラル・ウシャコフ（旧キーロフ）」（左）と、スラヴァ級ミサイル巡洋艦（右）。大型原子力巡洋艦であるキーロフ級の存在は、600隻艦隊構想におけるアイオワ級の再就役に大きな役割を果たしたとされる。

第二次世界大戦以後、質・量共常に世界一の座にあったアメリカ海軍であるが、時代が下ると共に量的縮小を続け、1970年代には総数400隻ほどにまで縮小していた。そこに挑戦者として名乗りを挙げたのがキューバ危機以降、制海権の重要性に気づき、大建艦を推し進めていたソビエト海軍であった。
急速な膨張を続けるソビエト海軍は、原子力潜水艦など一部の分野では量的にアメリカ海軍を上回るまでに成長しており、原子力推進艦のキーロフ級ミサイル巡洋艦やヘリ空母であるモスクワ級ヘリコプター巡洋艦などが配備され始めていたため、本格的な航空母艦の保有も時間の問題という情勢であった。
これらから、当時のアメリカ国防総省はソビエト海軍の本格的空母のアウトラインを以下の様に予測した。
- 全長：300m
- 全幅：35m
- 排水量：5万t
- 乗員数：3300名
- 通常推進速力：32–33ノット

また、当時模擬着艦テストが行われていると伝えられていたMiG-27がこれに搭載され、最終的には50機近い艦上機が搭載されるとされた。これに危機感を抱いたアメリカ海軍は、ソビエト海軍に対する現状の優位を確保すべく海上戦力の再編計画の立案に着手する。

## 提唱
1981年初頭、ロナルド・レーガン大統領は以下の三つの国防目標を設けた。
- 戦略核兵器戦力の近代化
- アメリカ海軍の通常戦力の再建、及びソビエトを上回る地位の確立
- 国際紛争に即応する緊急派遣軍の強化

この方針に従い、ジョン・レーマン海軍長官は「600隻艦隊構想」を明らかにした。しかし1981年初めの時点で、アメリカ海軍の戦闘艦の戦力は475隻で、目標の8割にも満たない状況であった。

## 艦隊の内容
1989会計年度、アメリカ海軍は保有艦艇600隻を達成し、ここに600隻艦隊構想を実現させた。

### 艦隊構成
600隻艦隊構想は15個航空機動群、4個水上打撃群以下の艦隊で構成された。
そのための艦艇として

#### 主力艦
通常動力大型空母
- ミッドウェイ級
- フォレスタル級
- キティホーク級

原子力空母
- エンタープライズ
- ニミッツ級

戦艦
- アイオワ級

#### 水上戦闘艦
原子力ミサイル巡洋艦
- ロングビーチ
- ベインブリッジ
- トラクスタン
- カリフォルニア級
- バージニア級

通常動力ミサイル巡洋艦
- リーヒ級
- ベルナップ級
- タイコンデロガ級

駆逐艦
- ファラガット級
- チャールズ・F・アダムズ級
- スプルーアンス級

ミサイル駆逐艦
- チャールズ・F・アダムズ級
- キッド級

フリゲート
- ブロンシュタイン級
- ガーシア級
- ノックス級

ミサイルフリゲート
- ブルック級
- オリバー・ハザード・ペリー級

#### 潜水艦
原子力攻撃型潜水艦
- スケート級
- スキップジャック級
- パーミット級
- スタージョン級
- ロサンゼルス級
- シーウルフ級

原子力弾道ミサイル潜水艦
- イーサン・アレン級
- ラファイエット級
- ジェームズ・マディソン級
- ベンジャミン・フランクリン級
- オハイオ級

#### 揚陸艦艇
揚陸指揮艦
- ブルー・リッジ級

強襲揚陸艦
- イオー・ジマ級
- タラワ級
- ワスプ級

ドック型揚陸艦
- アシュランド級
- カサ・グランデ級
- トーマストン級
- アンカレッジ級
- ホイッドビー・アイランド級

ドック型輸送揚陸艦
- ローリー級
- オースティン級

戦車揚陸艦
- ニューポート級
- F・S・ベッソン・ジュニア大将級

#### 補給艦
給油艦
- ウィチタ級
- シマロン級
- ヘンリー・J・カイザー級

給兵艦
- ニトロ級
- キラウエア級

戦闘給糧艦
- マーズ級
- シリウス級

高速戦闘支援艦
- サクラメント級

#### その他
輸送艦
- キーストーン・ステート級
- ゴーファー・ステート級

音響測定艦
- ストルワート級

掃海艇
- アヴェンジャー級

哨戒艦艇
- ペガサス級
- アシュビル級（英語版）

病院船
- マーシー級

などが必要とされた。

### 原子力空母の増強
この構想では、まず当時保有していた現役航空母艦の数を、13隻から15隻に増強させるとした。
当時は通常動力空母が「ミッドウェイ」「コーラル・シー」「フォレスタル」「サラトガ」「レンジャー」「インデペンデンス」「キティホーク」「コンステレーション」「アメリカ」「ジョン・F・ケネディ」の10隻と、原子力空母が「エンタープライズ」「ニミッツ」「ドワイト・D・アイゼンハワー」の3隻を保有していた。1982年には4隻目の原子力空母となる「カール・ヴィンソン」が就役し、隻数は14隻に引き上げられた。
また、第二次世界大戦後建造された空母の老朽化が進んでいたため、艦齢延長計画が立案された。現役の空母を1隻ずつ交代でドックに入れ、2年半かけて改修を行うのである。工費は1隻当たり5 - 10億ドルとされ、1隻ずつ艦齢延長工事を開始したため、実質上の戦力は13隻（13個空母航空団体制）を維持するものとした。
アメリカ海軍は1983年の会計年度予算に、ニミッツ級原子力空母2隻分の建造費65億ドルを盛り込んだ。これでニミッツ級は「ニミッツ」「ドワイト・D・アイゼンハワー」「カール・ヴィンソン」の3隻に加え、既に建造が始まり1986年会計年度中の就役を予定していた「セオドア・ルーズベルト」、1980年代末の就役を予定していた「エイブラハム・リンカーン」、1991年末に就役を予定していた「ジョージ・ワシントン」の6隻となる見通しとなった。
しかし、5隻目が就任した時点で「コーラル・シー」は練習空母に退く上に、艦齢延長計画中の1隻がドック入りとなるため、この時点でも実質上の戦力は14隻となる。しかも「エイブラハム・リンカーン」と「ジョージ・ワシントン」が就役する1991年には、「ミッドウェイ」にも寿命が来ることになり、艦齢延長工事でドック入りさせていけば結局は通常動力空母7隻と原子力空母7隻で、結局14隻の実戦力に変わりはなかった。この時点で8隻目の原子力空母の建造に目途が立っていなかったため、15隻体制の実現が難しいとされた。
苦肉の策として、ベトナム戦争時に退役したエセックス級航空母艦「ボノム・リシャール」または「オリスカニー」のどちらかを現役復帰させる計画を立てたが、効果の割に経費が掛かり過ぎるとして議会の反対により幻となった。結局は1990年に退役を予定していた「ミッドウェイ」が現役に留まる事となった。

### 戦艦の復活

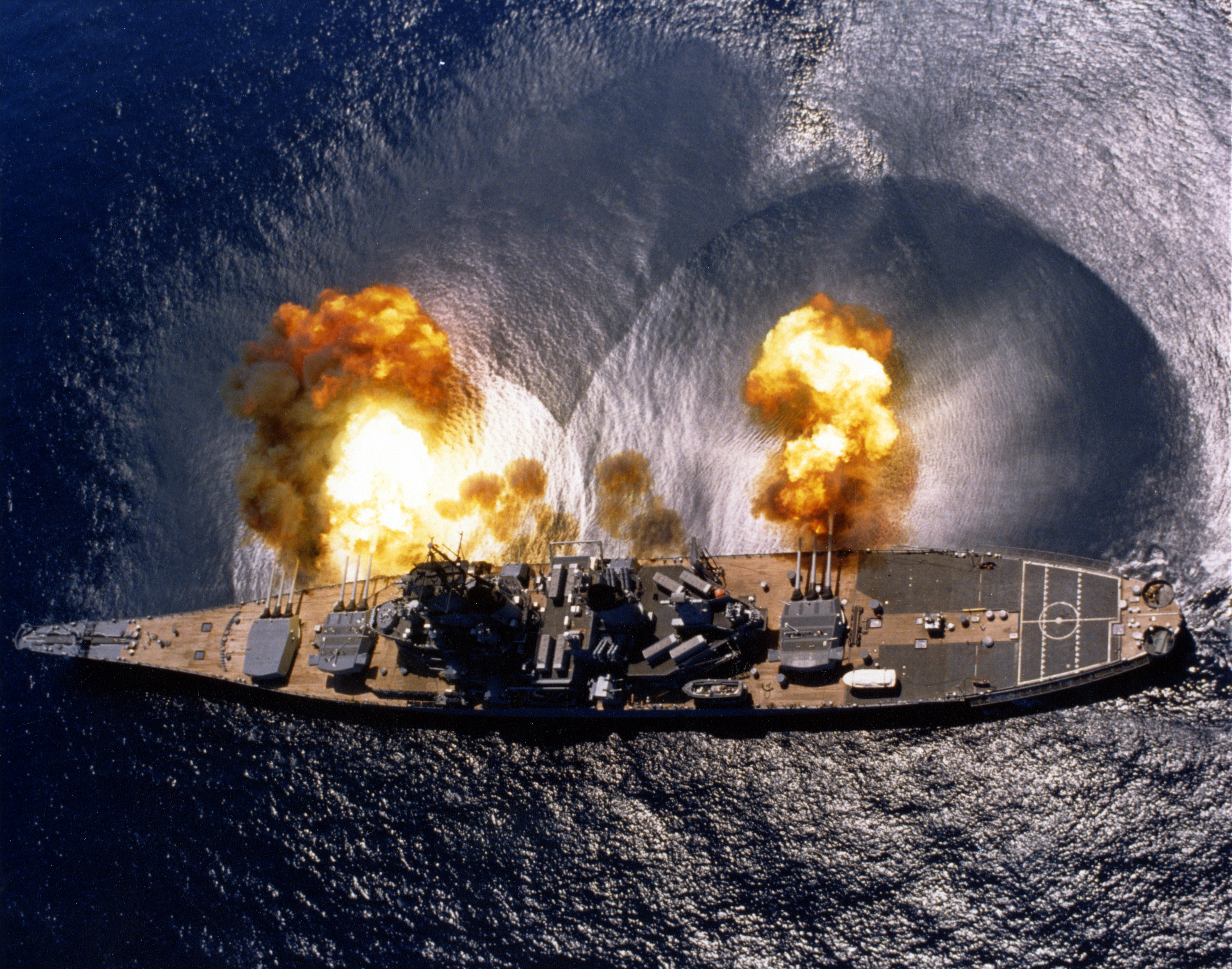
主砲を斉射する「アイオワ」

「600隻艦隊構想」のもう一つの目玉が、戦艦の復活であった。砲撃能力の高さを評価され、モスボールされていたアイオワ級戦艦「アイオワ」「ニュージャージー」「ミズーリ」「ウィスコンシン」を現役復帰させた。
無論、ミサイル全盛の時代に大砲のみでは不十分とされたため、近代化改修で12.7cm連装砲4基が撤去され、核弾頭も搭載可能なトマホーク巡航ミサイル4連装装甲ボックスランチャーが8基と、ハープーン艦対艦ミサイル4連装ランチャーが4基搭載された。また対艦ミサイルからの防御手段として、ファランクスが4基増設された。
これらによって1984年初めにはアメリカ海軍の戦闘艦数は516隻となり、1985年には545隻と増強され、当時100隻近くの艦を建造していたため、退役艦を差し引いても1989年ごろには600隻の大台を達成するとの見通しが立てられた。

## 艦隊の終焉
600隻艦隊の構築から2年後の1991年、この構想の切っ掛けとなったソビエト連邦が崩壊し冷戦は終結した。これによって、大規模正規戦を想定したこの構想は過去の遺物となってしまった。
冷戦の終結により、国防予算の徹底的な削減が行われた。運用に多くの維持費や運用費、乗員を必要とする空母や戦艦は真っ先に予備役・退役の対象となり、アイオワ級戦艦4隻すべてが湾岸戦争後に退役した。また、「ミッドウェイ」などの老朽化した空母も退役の対象となり、順次退いて行った。